# جیمز دبلیو. نای
جیمز وارن نای (به انگلیسی: James Warren Nye) سناتور سابق عضو حزب جمهوری‌خواه ایالات متحده آمریکا بود. وی در سال ۱۸۶۴ تا ۱۸۷۳ میلادی سناتور ایالت نوادا در سنای ایالات متحده آمریکا بود.